# St. Charles (Dakota del Sud)
St. Charles è un census-designated place (CDP) degli Stati Uniti d'America, situato nel Dakota del Sud, nella contea di Gregory.